# Moloacán
Moloacán är en kommun i Mexiko.   Den ligger i delstaten Veracruz, i den sydöstra delen av landet, 500 km öster om huvudstaden Mexico City.
Följande samhällen finns i Moloacán:
- Cuichapa
- Tlacuilolapan
- Ejido Arroyo Blanco
- San Juan de los Reyes
- San Lorenzo Mezcalapa
- San Martín
- Kilómetro Treinta y Nueve
- Tacomango